# Johann Adolph von Brühl
Johann Adolph von Brühl, seit 1738 Graf von Brühl (* 6. September 1695 in Gangloffsömmern; † 26. Dezember 1742) war königlich-polnischer und kurfürstlich-sächsischer Stallmeister und Kammerherr, fürstlich-sächsischer Oberstallmeister und Reisemarschall sowie Rittergutsbesitzer.

## Leben
Er war der Sohn des Geheimen Rates Hans Moritz von Brühl, der im Dienst des Herzogs von Sachsen-Weißenfels stand und das Rittergut Gangloffsömmern geerbt hatte. Am bekanntesten wurde sein jüngerer Bruder, der Premierminister Heinrich von Brühl, der für die gesamte Familie die Erhebung in den Grafenstand erreichte.
Nach dem Tod des Vaters verwaltete er gemeinsam mit seinen drei Brüdern das väterliche Rittergut, das seine Brüder später ihm allein überließen.
Sein Bruder Heinrich erreichte 1732 seine Beförderung an den Hof Augusts des Starken, in dem er zum Reisestallmeister und noch im gleichen Jahr zum königlich-polnischen Reisestallmeister ernannt wurde. Wenig später wurde er zum Kammerherrn ernannt.
1735 kaufte Johann Adolph von Brühl das Rittergut Zehista. Am 16. April 1738 wurde er am kaiserlichen Hof in den Grafenstand erhoben.
Nachdem er das väterliche Rittergut Gangloffsömmern verkauft hatte, ließ er sich 1739 in Dresden ein eigenes Palais errichten, das spätere Palais Hoym, das 1945 zerstört und später wiederaufgebaut wurde. Nach seinem Tod 1742 wurde er in der Dresdner Frauenkirche beigesetzt.

## Familie
Johann Adolph von Brühl heiratete Martha Eva Christina geb. von Oppeln. Aus der Ehe ging die 1735 geborenen Tochter Henriette Erdmutha Eleonora hervor, die den polnisch-sächsischen Gesandten in Schweden Carl von der Osten-Sacken heiratete.

## Auszeichnungen
- Ritter des russischen Andreas-Ordens
- Ritter des russischen Alexander-Newski-Ordens
- Ritter des württembergischen St-Huberti-Ordens